# Marketing narracyjny
Marketing narracyjny (ang. storytelling) – technika marketingowa, której celem jest promocja marki lub produktu za pomocą snucia intrygującej dla odbiorcy opowieści. Marketing narracyjny jest skuteczną metodą sprzedaży, gdyż wyróżnia się wśród innych informacji i reklam, z którymi obcują potencjalni klienci. Z uwagi na nietypową formę przykuwa uwagę odbiorcy, oddziałuje na wyobraźnię i zapada w pamięć. Kampanie oparte na marketingu narracyjnym mogą wzbudzać większe zaufanie niż tradycyjna reklama. Nie stosuje się w nich wyraźnego zawołania do zakupu danego produktu oraz metod sprzedaży, które klient mógłby ocenić jako nachalne. Odbiorca ma odnieść wrażenie, iż snucie opowieści jest dla firmy ważniejsze niż sprzedaż.
Wyróżnia się następujące rodzaje marketingu narracyjnego:
- Personal branding – przedmiotem kampanii jest snucie opowieści o sobie samym i budowanie pożądanego wizerunku. Powyższa technika jest powszechnie stosowana przez celebrytów i polityków.
- Komunikacja korporacyjna – przedmiotem kampanii jest snucie opowieści o firmie w celu zwiększenia sprzedaży i zysków, pozyskania inwestorów, uzyskania przewagi konkurencyjnej itp.
- Komunikacja produktowa – przedmiotem kampanii jest opowieść o produkcie w celu wprowadzenia go na rynek lub zwiększenia sprzedaży.
- Komunikacja organizacyjna – przedmiotem kampanii jest snucie opowieści o stowarzyszeniu, fundacji, partii politycznej itp. w celu zdobycia poparcia społecznego, głosów wyborców lub pozyskania funduszy.
- Komunikacja promująca region – przedmiotem kampanii jest snucie opowieści o kraju, mieście, regionie itp. w celu zwiększenia ruchu turystycznego.

Przykłady kampanii marketingu narracyjnego:
- Konferencje prasowe firmy Apple, na których Steve Jobs opowiadał historię powstania produktów firmy[3];
- Spot promujący Polskę „Polska. Gdzie niewiarygodne staje się rzeczywistością”, zrealizowany na zlecenie Ministerstwa Finansów[3];
- Kampania „Serce i Rozum” promująca usługi Orange[4].